# 公主宮
公主宮（Prinzessinnenpalais）是柏林的一座霍亨索伦家族宫殿，位于米特区菩提树下大街5号。

## 历史
1733年，建筑师弗里德里希·威廉·迪特里希兴建。勃兰登堡-施韦特伯爵海因里希·弗里德里希于1755年收购该建筑。1788年归属皇室。1811年卡尔·弗里德里希·申克尔将其用拱门与毗邻的太子宮连接，并以普鲁士国王腓特烈·威廉三世的女儿命名为公主宮。
1918年以前，普魯士王國统治家族的几位成员住在公主宮，如德意志皇帝腓特烈三世的遗孀維多利亞長公主。1931年申克尔博物馆在此成立。第二次世界大战期间该建筑几乎被完全摧毁，1962-1964年建筑师理查德·保利克在此修建了歌剧院咖啡馆（Operncafé）。